# Passzív választójog
A választásokon a jelölési szabályok szabályozzák, hogy egy jelölt vagy politikai párt milyen feltételek mellett jogosult indulni a választáson. A választásokon való indulás jogát néha passzív választójognak nevezik, megkülönböztetve az aktív választójogtól, amely a szavazati jogot jelenti. A jelöltség feltételei az adott jogrendszertől függenek. Ezek közé tartozhat a jelölt életkora, állampolgársága, valamely politikai párt általi támogatása és szakmája. Egyes törvényi korlátozások, mint például a kompetencia vagy az erkölcsi alkalmasság, diszkriminatív módon alkalmazhatók. A korlátozó és diszkriminatív jelölési szabályok negatívan érinthetik a jelöltek, a politikai pártok és a választók polgári jogait.

## Európai Parlament
Az EU tagállamai saját maguk határozhatják meg a jelölési szabályaikat az európai parlamenti választásokon. Dániában, Németországban, Görögországban, Észtországban, Hollandiában, Svédországban és Csehországban politikai pártoknak kell jelölteket állítaniuk. A többi tagállamban meghatározott számú aláírásra van szükség. Az Ír Köztársaságban jelölteket egy bejegyzett politikai párt vagy az érintett választópolgárok 60 tagja állíthat.

## Fordítás
Ez a szócikk részben vagy egészben  a   Nomination rules című angol Wikipédia-szócikk ezen változatának fordításán alapul.  Az eredeti cikk szerkesztőit annak laptörténete sorolja fel. Ez a jelzés csupán a megfogalmazás eredetét és a szerzői jogokat jelzi, nem szolgál a cikkben szereplő információk forrásmegjelöléseként.